# Ayache Belaoued
 (décembre 2018).
Si vous disposez d'ouvrages ou d'articles de référence ou si vous connaissez des sites web de qualité traitant du thème abordé ici, merci de compléter l'article en donnant les références utiles à sa vérifiabilité et en les liant à la section « Notes et références ».
Ayache Belaoued est un footballeur international algérien né le 5 janvier 1984 à Oued Alleug dans la banlieue de Blida. Il évoluait au poste de milieu de terrain.

## Biographie

### En club
En décembre 2007, Belaoued effectue un essai réussi avec le club portugais du SL Benfica. Cependant, toujours sous contrat avec l'USM Blida, il n'est pas autorisé à rejoindre l'équipe. 
Il rejoint la JS Kabylie lors de l’été 2008. Avec le club de la JSK, il joue deux matchs en Ligue des champions d'Afrique. Il quitte le club après seulement une saison, pour signer avec le MC Saïda en deuxième division.

### Carrière internationale
Le 5 avril 2008, Belaoued est convoqué par l'équipe d'Algérie A' pour un match amical contre l'USM Blida le 11 avril.

## Palmarès
- Vice-champion d'Algérie en 2009 avec la JS Kabylie.
- Accession en Ligue 1 en 2010 avec le MC Saïda.
- Accession en Ligue 1 en 2012 avec le CA Bordj Bou Arreridj.